# HMS Renown (1895)
Pour les autres navires du même nom, voir HMS Renown.
Le HMS Renown est un cuirassé pré-Dreadnought, unique représentant de sa classe, de la Royal Navy.

## Construction
La production d'un nouveau canon de 12 pouces est en retard et les trois cuirassés prévus pour le programme naval de 1892 qui doivent utiliser le nouveau canon sont retardés. À leur place, une conception améliorée de cuirassé de classe Centurion est choisie pour garder les travailleurs du chantier naval de Pembroke pleinement employés. Aucune exigence formelle pour un cuirassé de deuxième classe pouvant être utilisé comme navire amiral sur des stations étrangères ou pour renforcer les escadrons de croiseurs n'existe à l'époque, mais la décision de construire le navire est fortement influencée par les vues du Controller of the Navy John Arbuthnot Fisher et le directeur de la Naval Intelligence Division, le capitaine Cyprian Bridge, qui favorisent les petits navires avec un armement principal plus petit et un armement secondaire important. Ils font pression pour des navires supplémentaires de ce type en remplacement des deux autres cuirassés initialement programmés, mais cela est rejeté par l'Amirauté, car il n'y a pas de demande pour des cuirassés de seconde classe supplémentaires.
Le directeur de la construction navale, William Henry White, soumet trois plans début avril 1892 et le plus petit est choisi le 11 avril. Le design est assez innovant à plusieurs égards. C'est le premier cuirassé à utiliser le blindage Harvey, ce qui permet de blinder les casemates secondaires, le premier à utiliser un pont blindé incliné et le premier à fournir des boucliers blindés sur l'armement principal.

## Histoire
La quille du Renown est posée au chantier naval de Pembroke le 1er février 1893 et le navire lancé le 8 mai 1895. Il est achevé en janvier 1897pour un coût de 751 206 £, mais subit de longs essais en mer qui comprennent le changement de ses pales d'hélice qui dure jusqu'en juin. Le navire est mis en service le 8 juin 1897 et sert de navire amiral au commandant en chef, le vice-amiral Nowell Salmon, le 26 juin, lors de la revue de la flotte à Spithead pour le jubilé de diamant de la reine Victoria, avec le prince de Galles à bord. Il est brièvement dans la 1st Division, de la Channel Squadron, du 7 au 12 juillet pour des manœuvres au large de la côte sud de l'Irlande. Le 24 août, le Renown devient le navire amiral de Fisher, remplaçant le croiseur protégé Crescent en tant que navire amiral de la North America and West Indies Station. Le navire reste dans cette fonction jusqu'à un radoub en mai 1899.
À la fin du radoub en juillet, il est transféré à la Mediterranean Fleet, redevenant le navire amiral de Fisher. Fervent partisan de la conception du Renown, Fisher le trouve hautement souhaitable pour l'accueil des événements sociaux requis d'un vaisseau amiral en temps de paix. Le capitaine Hugh Tyrwhitt est nommé commandant le 19 mars 1900. Le Renown subit un radoub spécial à Malte de février à mai 1900 pour répondre aux exigences de Fisher. Cela comprend le transfert des canons de 12 livres du pont principal vers la superstructure. Le navire est remis en service le 19 novembre 1900 et sert de navire amiral jusqu'à ce que Fisher termine sa tournée en tant que commandant en chef le 4 juin 1902, après quoi il continue à servir dans la Mediterranean Fleet en tant que navire privé sous un nouveau capitaine, Arthur Murray Farquhar. Il participe à des manœuvres combinées au large de Céphalonie et de Morée entre le 29 septembre et le 6 octobre 1902.
Une fois les manœuvres terminées, il est détaché de la Mediterranean Fleet et est retourné au Royaume-Uni pour être spécialement équipé à Portsmouth pour transporter le duc et la duchesse de Connaught lors d'une tournée royale en Inde. Ces modifications sont le retrait des canons de six pouces du pont principal. Après les modifications, il est surnommé le "Battleship Yacht". La tournée indienne a lieu de novembre 1902 à mars 1903. Le navire rejoint la Mediterranean Fleet en avril. En août, il relève le Venerable comme navire amiral de la flotte afin que ce dernier navire puisse subir un carénage. Du 5 au 9 août 1903, le Renown participe à des manœuvres au large du Portugal.
Le Renown est mis en réserve à Devon le 15 mai 1904, bien qu'il participe à des manœuvres le mois suivant. Le 21 février 1905, le navire commence un radoub spécial à Portsmouth pour le configurer comme un yacht royal. Pendant le radoub, le reste de son armement secondaire est retiré pour augmenter son logement. Le 8 octobre, le Renown quitte Portsmouth à destination de Gênes, en Italie. À Gênes, le prince et la princesse de Galles embarquent pour une tournée royale en Inde. Le croiseur protégé Terrible escorte le navire pendant la visite. À la fin de la tournée, le Renown quitte Karachi le 23 mars 1906 et arrive à Portsmouth le 7 mai. Il est mis en réserve le 31 mai.
En mai 1907, le Renown est rattaché à la Home Fleet en tant que yacht subsidiaire. Entre octobre et décembre 1907, le Renown transporte le roi Alphonse XIII et la reine Victoire-Eugénie d'Espagne lors d'un voyage officiel à destination et en provenance du Royaume-Uni. Le navire est transféré à la 4e division de la Home Fleet, à Portsmouth le 1er avril 1909. Cinq mois plus tard, le 25 septembre, il commence un radoub au chantier naval de Portsmouth pour le convertir en navire-école.
Le Renown sert brièvement de tender au HMS Victory en octobre avant que son radoub ne soit achevé en novembre. Lors de la revue du couronnement à Spithead le 24 juin 1911 pour le roi George V, le navire sert de navire d'hébergement. Il est légèrement endommagé lorsque le pétrolier Aid le percute le 26 novembre 1911. Le Renown est mis en vente le 31 janvier 1913 et partiellement démantelé. En décembre 1913, il est amarré à la Motherbank, en attente d'une élimination. Le 1er avril 1914, il est vendu aux enchères à Hughes Bolckow pour la ferraille au prix de 39 000 £. Il est démoli à Blyth.